# Дворац Вишњевац
Дворац Вишњевац је дворац/летњиковац код села Велики Радинци у оквиру Града Сремске Митровице. Дворац јесте споменик културе и  евидентиран је као културно добро.

## Историјат
Летњиковац Вишњевац изграђен је у раздобљу с краја 19. и почетка 20. века, по пројекту Хермана Болеа, архитекте чешког порекла, који је деловао на подручју тадашње јужне Аустроугарске.
Овај познати архитекта с краја 19. и почетка 20. века, оставио је значајан градитељски опус у Срему. По његовом пројекту саграђен је и оближњи дворац-летњиковац „Фишеров салаш“ код Руме.
Херман Боле је дворац пројектовао и извео са својим мајсторима као луксузну приземну породичну зграду за повремени или стални боравак власника. Летњиковац је у природном окружењу сремске равнице.
После Првог светског рата дворац је променио власнике, тј. купљен 1927. од стране богатих Срба, досељеника из северне Барање (која је тада припала Мађарској).
После Другог светског рата другу половину је купила породица Бајић из Руме 1945.
Дворац је и дан данас у приватном власништву породице Ковачевић из Великих Радинаца и породице Бајић из Руме.